# Marco Simone
Marco Simone, né le 7 janvier 1969 à Castellanza (Lombardie), est un footballeur international italien reconverti en entraîneur.

## Biographie

### Joueur

#### Milan AC
Au moment de rejoindre le PSG, Simone est trois fois champion d’Italie et deux fois vice-champion, deux fois vainqueur de la Supercoupe d’Europe, vainqueur de la Coupe intercontinentale, finaliste de la Ligue des Champions. Il est également élu meilleur joueur du championnat d’Italie en 1995 et troisième meilleur buteur italien de l’histoire en Coupes d’Europe.

#### Paris Saint-Germain
Acheté pour 36 millions de francs d'indemnité et environ 15 MF par année de salaire sur quatre ans, Simone marque tout de suite. En tour préliminaire de Ligue des champions, fin août 1997, il inscrit l'un des cinq buts parisiens face au FC Steaua Bucarest, son seizième en Coupe d'Europe lui permettant d'égaler le record de Sandro Mazzola.
En mars 2016, Marco Simone déclare qu'il aurait souhaité finir sa carrière au PSG, mais que ses relations avec Charles Biétry l'ont poussé à partir. En 2017, le magazine So Foot le classe parmi les 50 joueurs qui ont marqué l'histoire du Paris SG, à la 27e place.

#### Fin de carrière
Après une année sabbatique, en 2005-2006, il acquiert la majorité des parts du club de Serie C2 de l'AC Legnano et son frère en devient président jusqu'en 2007. Il prend part à onze matchs de championnat comme joueur et inscrit un but lors de la première saison. Il intervient dans l'arrivée d'Elia Legati à Legnano.
En 2022, So Foot le classe dans le top 1000 des meilleurs joueurs du championnat de France, à la 439e place.

### Consultant
Il devient consultant télévisuel, en France, dans l'émission Match Retour sur L'Equipe TV, ainsi que pour France télévision dans l'émission Côté match sur France 2 le samedi matin. Il participe aussi à l'émission du Canal Football Club durant la Coupe du monde de football de 2010.
Entre 2010 et septembre 2011, il est consultant à Canal+ et intervient dans le Canal Football Club.

### Entraîneur
Marco Simone est titulaire du DEPF, plus haut diplôme d'entraîneur français.

#### AS Monaco
Il affirme, en avril 2009, vouloir un jour devenir entraîneur de l'AS Monaco. Son rêve de devenir entraîneur de l'AS Monaco devient réalité en septembre 2011. En effet, il remplace Laurent Banide après un mauvais début de championnat de l'équipe monégasque.
Le 12 septembre 2011, il fait son retour à l'AS Monaco en remplaçant Laurent Banide en tant qu'entraîneur à la suite des mauvais résultats de celui-ci. Pour sa première expérience sur un banc, il est épaulé par Jean Petit. Les résultats du club continuent d'être mauvais et, alors que l'AS Monaco est classé à la 18e place (sur 20) au moment de l'arrivée de Simone, l'équipe s'enfonce au classement et pointe dernier du classement à la fin de l'année 2011. Après l'arrivée du milliardaire Dmitry Rybolovlev, les résultats s'améliorent et c'est une série de 10 matchs sans défaites (24 points sur 30 possibles) qui est réalisée, grâce notamment à un flamboyant Ibrahima Touré, auteur de 8 buts et une défense menée par l'impressionnant Gary Kagelmacher. L'ASM termine finalement à la 8e place de Ligue 2 mais les dirigeants du club monégasque décident de licencier Simone et son staff le 19 mai 2012,,.

#### Lausanne-Sport
Le 7 novembre 2013, il rejoint le FC Lausanne-Sport en qualité de directeur technique (en l'absence de diplôme d'entraîneur reconnu en Suisse), pour tenter de sauver l'équipe qui réalise le plus mauvais début de championnat dans l'histoire du Championnat de Suisse de football avec 4 points en 14 journées. En mai 2014, le club est relégué et Marco Simone démissionne de son poste. En octobre 2014, il redevient entraîneur de Lausanne (en D2), succédant à Francesco Gabriele.

#### Tours FC
Le 25 juin 2015, il est nommé à la tête du Tours FC. Le 13 mai 2016, à l'issue du dernier match de championnat perdu 5 à 2 à domicile contre l'AS Nancy Lorraine, il annonce son départ ainsi que celui de son staff (entraîneur adjoint, préparateur physique et entraîneur des gardiens). La presse spécialisée l'annonce en contacts avancés avec le club de Ligue 2 de Valenciennes, mais le coach Faruk Hadžibegić est reconduit dans ses fonctions.

#### Stade lavallois
Le 7 novembre 2016, il devient le nouvel entraîneur du Stade lavallois à la place de Denis Zanko alors que le club est dix-huitième de Ligue 2. Malgré son esprit offensif lors de sa carrière comme joueur, Marco Simone est un entraîneur qui s'avère particulièrement défensif, souvent dans un schéma tactique de 5-4-1. Cette tactique contribue à une défense lavalloise solide mais à un manque d'animation offensive, l'équipe ayant la deuxième pire attaque de la Ligue 2 en 2016-2017. Il est limogé le 11 avril 2017 alors que l'équipe est dernière du championnat.

#### Expériences au Maghreb et en Thaïlande
Marco Simone devient le 1er juillet 2017 le nouvel entraîneur du Club Africain. Ne réalisant que des résultats très modestes avec le club, dont une élimination en demi-finale de la coupe de confédération et un très mauvais départ en championnat, son contrat est résilié à l'amiable le 23 novembre 2017 après 10 matchs avec le club, toutes compétitions confondues, dont 5 défaites.
En mars 2019, il est nommé entraîneur du club thaïlandais du Ratchaburi FC. Il reprend le club à la 13e place après quatre journées de championnat disputées. Au sein de son effectif, il retrouve les joueurs français Yannick Boli et Steeven Langil. Fin juin, il enregistre le renfort de Lossémy Karaboué. Après 18 journées de championnat, le club est 11e du championnat. En 14 rencontres de Thai League, son bilan est de 5 victoires, 3 nuls et 6 défaites.
Le 24 juillet 2019, le Chabab Mohammedia, promu en deuxième division marocaine, annonce son arrivée au poste d'entraîneur. Il est démis de ses fonctions le 11 novembre, n'ayant dirigé que 8 rencontres de son équipe en Botola 2. En dépit d'un bilan mitigé, 3 victoires, 4 nuls et 1 défaite, le club était en tête du championnat.

#### Châteauroux
À la suite du rachat de La Berrichonne de Châteauroux par l'entité saoudienne United World Group, il est choisi par le nouveau président, Michel Denisot, comme entraîneur le 9 mars 2021. Le club est alors dernier de Ligue 2. Il dirige son premier match face au FC Sochaux-Montbéliard le 13 mars 2021 (29e journée, 0-0). À la suite du match nul face à Rodez (1-1), Châteauroux est relégué en National à l'issue de la 34e journée. Malgré l'absence de résultats et de victoire, Patrick Trotignon, directeur général du club, souligne la qualité du jeu mis en place et le plaisir retrouvé à voir jouer l'équipe sous ses ordres. Il est démis de ses fonctions le 11 octobre 2021. Alors que l'objectif est la remontée immédiate en Ligue 2, le club ne pointe qu'à la huitième place après 10 journées de National 1, son bilan comptable n'étant pas à la hauteur des espoirs et des objectifs de la nouvelle équipe dirigeante, appuyés par un recrutement important avec une quinzaine d'arrivées dont celles des expérimentés Paul Delecroix, Adama Mbengue, Kévin Fortuné, ou encore Nolan Roux.

## Statistiques

### En tant que joueur

#### Générales
| Saison                | Club                       | Championnat           | Championnat | Championnat | Coupe nationale | Coupe nationale | Coupe de la Ligue | Coupe de la Ligue | Supercoupe | Supercoupe | Compétition(s) continentale(s) | Compétition(s) continentale(s) | Compétition(s) continentale(s) | Supercoupe UEFA | Supercoupe UEFA | Coupe intercontinentale | Coupe intercontinentale | Italie | Italie | Total | Total |
| Saison                | Club                       | Division              | M.          | B.          | M.              | B.              | M.                | B.                | M.         | B.         | Comp.                          | M.                             | B.                             | M.              | B.              | M.                      | B.                      | M.     | B.     | M.    | B.    |
| 1986-1987             | Calcio Côme                | Serie A               | 2           | 0           | -               | -               | -                 | -                 | -          | -          | -                              | -                              | -                              | -               | -               | -                       | -                       | -      | -      | 2     | 0     |
| 1987-1988             | Virescit Boccaleone (prêt) | Serie C1              | 33          | 15          | -               | -               | -                 | -                 | -          | -          | -                              | -                              | -                              | -               | -               | -                       | -                       | -      | -      | 33    | 15    |
| 1988-1989             | Calcio Côme                | Serie A               | 34          | 6           | -               | -               | -                 | -                 | -          | -          | -                              | -                              | -                              | -               | -               | -                       | -                       | -      | -      | 34    | 6     |
| Sous-total            | Sous-total                 | Sous-total            | 69          | 21          | -               | -               | -                 | -                 | -          | -          | -                              | -                              | -                              | -               | -               | -                       | -                       | -      | -      | 69    | 21    |
| 1989-1990             | AC Milan                   | Serie A               | 21          | 1           | 3               | 1               | -                 | -                 | -          | -          | C1                             | 4                              | 1                              | 2               | 0               | 1                       | 0                       | -      | -      | 31    | 3     |
| 1990-1991             | AC Milan                   | Serie A               | 13          | 4           | 6               | 2               | -                 | -                 | -          | -          | C1                             | 2                              | 0                              | -               | -               | -                       | -                       | -      | -      | 21    | 6     |
| 1991-1992             | AC Milan                   | Serie A               | 15          | 7           | 4               | 1               | -                 | -                 | -          | -          | -                              | -                              | -                              | -               | -               | -                       | -                       | -      | -      | 19    | 8     |
| 1992-1993             | AC Milan                   | Serie A               | 13          | 5           | 4               | 0               | -                 | -                 | -          | -          | C1                             | 8                              | 4                              | -               | -               | -                       | -                       | 1      | 0      | 26    | 9     |
| 1993-1994             | AC Milan                   | Serie A               | 25          | 3           | 1               | 1               | -                 | -                 | 1          | 1          | C1                             | 6                              | 2                              | 1               | 0               | -                       | -                       | -      | -      | 34    | 7     |
| 1994-1995             | AC Milan                   | Serie A               | 30          | 17          | 3               | 0               | -                 | -                 | 1          | 0          | C1                             | 9                              | 4                              | -               | -               | 1                       | 0                       | -      | -      | 44    | 21    |
| 1995-1996             | AC Milan                   | Serie A               | 27          | 8           | 3               | 1               | -                 | -                 | -          | -          | C3                             | 5                              | 2                              | -               | -               | -                       | -                       | 2      | 0      | 37    | 11    |
| 1996-1997             | AC Milan                   | Serie A               | 23          | 4           | 3               | 2               | -                 | -                 | 1          | 0          | C1                             | 6                              | 4                              | -               | -               | -                       | -                       | 1      | 0      | 34    | 10    |
| Sous-total            | Sous-total                 | Sous-total            | 167         | 49          | 27              | 7               | -                 | -                 | 3          | 1          | -                              | 40                             | 17                             | 3               | 0               | 2                       | 0                       | 4      | 0      | 246   | 74    |
| 1997-1998             | Paris Saint-Germain        | D1                    | 28          | 13          | 5               | 2               | 4                 | 3                 | -          | -          | C1                             | 6                              | 4                              | -               | -               | -                       | -                       | -      | -      | 43    | 22    |
| 1998-1999             | Paris Saint-Germain        | D1                    | 31          | 9           | 1               | 0               | 2                 | 0                 | 1          | 0          | C2                             | 2                              | 1                              | -               | -               | -                       | -                       | -      | -      | 37    | 10    |
| Sous-total            | Sous-total                 | Sous-total            | 59          | 22          | 6               | 2               | 6                 | 3                 | 1          | 0          | -                              | 8                              | 5                              | -               | -               | -                       | -                       | -      | -      | 80    | 32    |
| 1999-2000             | AS Monaco FC               | D1                    | 34          | 21          | 3               | 1               | 2                 | 0                 | -          | -          | C3                             | 7                              | 6                              | -               | -               | -                       | -                       | -      | -      | 46    | 28    |
| 2000-2001             | AS Monaco FC               | D1                    | 30          | 7           | 1               | 0               | 5                 | 3                 | 1          | 0          | C1                             | 6                              | 6                              | -               | -               | -                       | -                       | -      | -      | 43    | 16    |
| 2001                  | AS Monaco FC               | D1                    | 5           | 0           | -               | -               | -                 | -                 | -          | -          | -                              | -                              | -                              | -               | -               | -                       | -                       | -      | -      | 5     | 0     |
| 2001-2002             | AC Milan (prêt)            | Serie A               | 9           | 0           | 3               | 1               | -                 | -                 | -          | -          | C3                             | 3                              | 0                              | -               | -               | -                       | -                       | -      | -      | 15    | 1     |
| 2002-2003             | AS Monaco FC               | Ligue 1               | 5           | 0           | -               | -               | -                 | -                 | -          | -          | -                              | -                              | -                              | -               | -               | -                       | -                       | -      | -      | 5     | 0     |
| Sous-total            | Sous-total                 | Sous-total            | 83          | 28          | 7               | 2               | 7                 | 3                 | 1          | 0          | -                              | 16                             | 12                             | -               | -               | -                       | -                       | -      | -      | 114   | 45    |
| 2004                  | OGC Nice                   | Ligue 1               | 7           | 0           | -               | -               | -                 | -                 | -          | -          | -                              | -                              | -                              | -               | -               | -                       | -                       | -      | -      | 7     | 0     |
| Sous-total            | Sous-total                 | Sous-total            | 7           | 0           | -               | -               | -                 | -                 | -          | -          | -                              | -                              | -                              | -               | -               | -                       | -                       | -      | -      | 7     | 0     |
| Total sur la carrière | Total sur la carrière      | Total sur la carrière | 385         | 120         | 40              | 11              | 13                | 6                 | 5          | 1          | -                              | 64                             | 34                             | 3               | 0               | 2                       | 0                       | 4      | 0      | 516   | 172   |

#### En sélection
| # | Lieu            | Compétition          | Date             | Match                       | Score |
| - | --------------- | -------------------- | ---------------- | --------------------------- | ----- |
| 1 | Ta' Qali        | qualif. Mondial 1994 | 19 décembre 1992 | Malte - Italie              | 1-2   |
| 2 | Bari            | qualif. Euro 1996    | 11 novembre 1995 | Italie - Ukraine            | 3-1   |
| 3 | Reggio d'Émilie | qualif. Euro 1996    | 15 novembre 1995 | Italie - Lituanie           | 4-0   |
| 4 | Sarajevo        | Match amical         | 6 novembre 1996  | Bosnie-Herzégovine - Italie | 2-1   |

### En tant qu'entraîneur
| Équipe            | Championnat           | du                | au            | Statistiques | Statistiques | Statistiques | Statistiques | Statistiques |
| Équipe            | Championnat           | du                | au            | J            | V            | N            | D            | % de v.      |
| ----------------- | --------------------- | ----------------- | ------------- | ------------ | ------------ | ------------ | ------------ | ------------ |
| AS Monaco         | Ligue 2               | 12 septembre 2011 | 19 mai 2012   | 35           | 15           | 9            | 11           | 42,86 %      |
| FC Lausanne-Sport | Championnat de Suisse | 13 octobre 2014   | 24 mars 2015  | 36           | 7            | 4            | 25           | 28 %         |
| Tours FC          | Ligue 2               | 25 juin 2015      | 13 mai 2016   | 31           | 12           | 11           | 8            | 38,70 %      |
| Stade lavallois   | Ligue 2               | 7 novembre 2016   | 11 avril 2017 | 18           | 3            | 6            | 9            | 16,67 %      |

## Palmarès

### En tant que joueur
- 4 sélections en équipe d'Italie A entre 1992 et 1996.

 AC Milan
- Champion d'Italie : 1992, 1993, 1994 et 1996
- Vainqueur de la Ligue des Champions : 1994
- Finaliste de la Ligue des Champions : 1995
- Vainqueur de la Supercoupe de l'UEFA : 1989 et 1994
- Vainqueur de la Coupe intercontinentale : 1989
- Vainqueur de la Supercoupe d'Italie : 1993 et 1994

 Paris SG
- Vainqueur de la Coupe de France : 1998
- Vainqueur de la Coupe de la Ligue : 1998
- Vainqueur du Trophée des Champions : 1998

 AS Monaco
- Champion de France : 2000
- Vainqueur du Trophée des Champions : 2000

- Finaliste de la Coupe de la Ligue : 2001

### Distinctions personnelles
- Onze de bronze en 1997
- Meilleur joueur du Championnat d'Italie de Serie C1 : 1988 Virescit Boccaleone Bergame
- Meilleur buteur du Championnat d'Italie de Serie C1 : 1988 Virescit Boccaleone Bergame
- Meilleur joueur du Championnat d'Italie de Serie A : 1995 Milan AC
- Meilleur joueur du Championnat de France de Ligue 1 : 1998 Paris SG
- Figure dans l'équipe type de la Division 1 en 1998[29] et en 2000.
- Meilleur joueur étranger du Championnat de France de Ligue 1 : 1998 Paris SG, 2000 AS Monaco
- Meilleur passeur du Championnat de France de Ligue 1 : 2000 (15) AS Monaco
- Nommé à l'élection du Ballon d'or France Football : 2000 AS Monaco

## Engagement personnel
Marco Simone membre du club des Champions de la Paix, un collectif de 54 athlètes de haut niveau créé par Peace and Sport, organisation internationale basée à Monaco et œuvrant pour la construction d'une paix durable grâce au sport.